# Jenga
Jenga (výslovnost [dženga]) je moderní společenská hra testující zručnost, jejímž účelem je postavit z dřevěných špalíků co nejvyšší věž. Vynalezla ji Leslie Scottová a představila ji na veletrhu hraček v Londýně v roce 1983. Název je inspirován autorčiným pobytem v Africe: „Jenga!“ znamená ve svahilštině „Stavěj!“

## Pravidla
Jenga je určena pro dva a více hráčů. Na počátku se postaví pravidelná věž z dřevěných, případně plastových kvádrů: v základní verzi je jich 54 (v osmnácti patrech po třech) o rozměrech 1,5 cm × 2,5 cm × 7,5 cm. Soupeři se pak střídají v jednotlivých tazích, při kterých berou jednou rukou ze spodní části věže vždy jeden špalík a kladou ho na její vrchol tak, aby neporušili stabilitu celé konstrukce. Po každém tahu se počká deset sekund, jestli stavba vydrží. Hra končí ve chvíli, kdy se věž zhroutí, vítězem se pak stává hráč, který položil poslední kvádr.

### Alternativní pravidla
Existuje řada obměn původní hry, jako je Jenga Xtreme s dřívky lichoběžníkového průřezu, jenga s barevnými či očíslovanými špalíky různé hodnoty nebo jenga kombinovaná s prvky rulety, kostek, plněním úkolů ve stylu vadí nevadí nebo jedna z neoficiálních verzí je založena na používání při hře šachových hodin. Firma Nintendo také uvedla na trh videohru Jenga World Tour.